# Municipio de Momchilgrad
Momchilgrad es un municipio situado en la provincia de Kardzhali, Bulgaria. Tiene una población estimada, a mediados de marzo de 2023 de 19 123 habitantes.
Está ubicado en el centro-sur del país, cerca de la frontera con Grecia. Su capital es la ciudad de Momchilgrad.